# Іващенкове
Іва́щенкове — село в Україні, у Березівській сільській громаді Шосткинського району Сумської області. Населення становить 224 осіб. Село розташовано за 16 км віду м. Глухова. Відоме з XIX ст.

## Географія
Село Іващенкове розташоване на відстані 2 км від лівого берегу річки Шостка. На відстані 2 км розташоване село Шакутівщина.
Село оточене лісовим масивом (дуб, сосна).
Поруч пролягає автомобільний шлях Т 1915.

## Історія
Село відоме з XIX ст.
З 1917 — у складі УНР, з квітня 1918 — у складі Української Держави Гетьмана Павла Скоропадського. З 1921 тут панує стабільний окупаційний режим комуністів, якому чинили опір місцеві мешканці.
12 червня 2020 року, відповідно до розпорядження Кабінету Міністрів України № 723-р «Про визначення адміністративних центрів та затвердження територій територіальних громад Сумської області», село увійшло до складу Березівської сільської громади.
19 липня 2020 року, в результаті адміністративно-територіальної реформи та ліквідації Глухівського району, село увійшло до складу новоутвореного Шосткинського району.
17 квітня 2024 року близько двадцятої вечора російські військові скинули керовані авіаційні бомби на села Рождественське Ямпільської та Іващенкове Березівської громади на Сумщині. Про це повідомили в оперативному командуванні “Північ”.

## Відомі уродженці
- Лавриненко Микола Федорович (7 грудня 1948 — український політик, народний депутат 2-го та 3-го скликань (1994—2002 рр.).

### проживав
Бородаченко Михайло — український військовик, учасник російсько-української війни.